# Comminges

Il territorio della regione nel XVIII secolo con in comuni e i dipartimenti odierni

Il Comminges (in guascone Comenge) è una regione naturale della Francia sud-occidentale, situata tra gli attuali dipartimenti dell'Ariège, del Gers, dell'Alta Garonna e degli Alti Pirenei. Si tratta di un'antica circoscrizione della provincia della Guascogna.
La regione viene storicamente fatta coincidere con il dominio dei Conti di Comminges e con la Diocesi di Comminges.